# Lycostomus davidi
Lycostomus davidi is een keversoort uit de familie netschildkevers (Lycidae). De wetenschappelijke naam van de soort werd in 1878 gepubliceerd door Léon Marc Herminie Fairmaire.